# هپتالن
هپتالن (به انگلیسی: Heptalene) یک ترکیب شیمیایی با شناسه پاب‌کم ۵۴۶۰۷۲۵ است. 